# Viktoria Brams
Viktoria Brams (* 17. September 1943 in Essen) ist eine deutsche Schauspielerin und Synchronsprecherin.

## Leben und Wirken
In Essen geboren, absolvierte Viktoria Brams ihre Ausbildung an der Otto-Falckenberg-Schule in München, wo sie bis heute lebt. Ihr erstes Engagement erhielt sie am Theater der Stadt Heidelberg. Gastauftritte führten sie an zahlreiche andere Bühnen.
Seit den 1960er Jahren war sie in zahlreichen Fernsehproduktionen zu sehen, so z. B. in SOKO 5113, Ein Fall für zwei, Streit um drei, Ein Stück Himmel und Klinik unter Palmen. Hauptrollen spielte sie u. a. in den Fernsehserien Der Vater und sein Sohn (1967) und Hauptstraße Glück (1968). Von 1992 bis 2011 war sie in der Seifenoper Marienhof zu sehen, in der sie als einzige Darstellerin von der ersten bis zur letzten (4053.) Folge zur Besetzung gehörte.
In Spielfilmen trat Viktoria Brams selten auf. In Harald Reinls Heimatfilm Grün ist die Heide spielte sie eine Karrierefrau, die ihren vernachlässigten Ehemann in der Lüneburger Heide wiederfinden muss.
Brams ist auch für ihre Arbeit als Synchronsprecherin bekannt. Häufig lieh sie ihre Stimme Fanny Ardant (u. a. Eine Liebe von Swann, Die Familie, Liebeslust und Freiheit, Nathalie) und Julie Andrews (Zehn – Die Traumfrau, Plötzlich Prinzessin, Zahnfee auf Bewährung). Weitere Darstellerinnen, die sie synchronisierte, sind Catherine Deneuve (Allein zu zweit), Jane Fonda (Coming Home – Sie kehren heim), Claude Jade (Schach dem Roboter), Meryl Streep (Rendezvous im Jenseits), Ali MacGraw (Convoy), Maud Adams (Octopussy), Tyne Daly (Für alle Fälle Amy), Marthe Keller (Die Antwort kennt nur der Wind), Mary Elizabeth Mastrantonio (Abyss – Abgrund des Todes), Michele Lee (Unter der Sonne Kaliforniens), Rachel Ward (Die Dornenvögel), Emma Thompson (Harry Potter und der Gefangene von Askaban, Harry Potter und der Orden des Phönix) und Rita Hayworth (Fernsehfassungen von Gilda und Reich wirst du nie und Du warst nie berückender).
Von 2014 bis 2019 tourte Viktoria Brams mit dem Theaterstück Golden Girls durch Deutschland. Zur Besetzung gehörten auch Anita Kupsch, Kerstin Fernström und Gudrun Gabriel.
Seit Dezember 2020 tritt Brams als „Oma Putz“ der Familie Putz in österreichischen Werbespots des österreichischen Möbelhauses XXXLutz auf.
Viktoria Brams ist offizielle Botschafterin der privaten Initiative „Hilfe für die Kinder aus Belarus“ und der Deutschen José Carreras Leukämie-Stiftung.
Brams war in erster Ehe mit Gerd Potyka verheiratet. 1968 ehelichte sie den Schauspieler Michael Hinz, mit dem sie auch häufig gemeinsam auf der Theaterbühne stand. Aus dieser Ehe, die bis zum Tod von Hinz am 6. November 2008 währte, gingen ihre zwei Kinder Viviane (1969–2021) und Patrick (* 1973) hervor.

## Filmografie
- 1963: Interpol (Fernsehserie) – Folge 3: Herz ist Trumpf
- 1965: Die fünfte Kolonne – Zwielicht
- 1965: Der Nachtkurier meldet … (Fernsehserie)
- 1966: Johannisnacht
- 1966: Der Floh im Ohr
- 1967: Sie schreiben mit – Die Meisterschaft
- 1967: Der Vater und sein Sohn (Fernsehserie)
- 1968: Dem Täter auf der Spur – Schrott
- 1968: Hauptstraße Glück (Fernsehserie)
- 1968: Der Vater und sein Sohn (Fernsehserie)
- 1968: Ein Sarg für Mr. Holloway
- 1969: Salto Mortale – Gastspiel in Athen
- 1970: Hamburg Transit – Zwölf Wochen umsonst
- 1970: Pater Brown – Das Duell
- 1970: Stille Winkel, laute Küste
- 1970: Endspurt
- 1970: Merkwürdige Geschichten – Anruf aus dem Jenseits
- 1971: Salto Mortale – Gastspiel in Brüssel
- 1972: Grün ist die Heide
- 1973: Hamburg Transit – Zwölf Wochen umsonst
- 1974: Elfmeter! Elfmeter!
- 1977: Das Biest
- 1978: SOKO 5113 – Ein feiner Herr wird erpreßt
- 1982: Ein Stück Himmel (Fernsehserie)
- 1983: Wie hätten Sie’s denn gern?
- 1990: Hotel Paradies (Fernsehserie, Episode: Familienkrieg)
- 1990: SOKO 5113 – Der Auftraggeber
- 1992–2011: Marienhof (Fernsehserie)
- 1993: Morlock – Kinderkram
- 1995: Ein Fall für zwei – Mordsgefühle
- 1995: Wirklich unglaublich (Moderation)
- 1996: Klinik unter Palmen
- 1996: Wildbach – Die zweite Chance
- 1997: Dr. Stefan Frank – Der Arzt, dem die Frauen vertrauen – Abschied für immer
- 1998: SOKO 5113 – Familienbande
- 2001: Rosamunde Pilcher – Die Rose von Kerrymore
- 2002: Die Rosenheim-Cops – Der Pfeil des Robin Hood
- 2005–2009: Hallo Robbie! (Fernsehserie)
- 2011: In aller Freundschaft – Erwachen
- 2015: Der 8. Kontinent

## Synchronrollen (Auswahl)
Fanny Ardant
- 1984: als Gräfin von Guermantes in Eine Liebe von Swann
- 1987: als Adriana in Die Familie
- 1988: als Velia in Fürchten und Lieben
- 1989: als Jeanne Gauthier in Sehnsucht nach Australien
- 1990: als Die Mutter in Ehrbare Ganoven
- 1995: als Der Star, der durch die Nacht tourt in Hundert und eine Nacht
- 2003: als Catherine in Nathalie

Julie Andrews
- 2001: als Königin Clarisse Renaldi in Plötzlich Prinzessin
- 2004: als Königin Clarisse Renaldi in Plötzlich Prinzessin 2
- 2010: als Lily in Zahnfee auf Bewährung
- seit 2020: als Lady Whistledown in Bridgerton

Kirron Kher
- 2004: als Parminder Prakash in Hum Tum – Ich & du, verrückt vor Liebe
- 2004: als Mrs. Sharma in Ich bin immer für Dich da!
- 2006: als Kamaljit Saran in Kabhi Alvida Naa Kehna – Bis dass das Glück uns scheidet
- 2006: als Nafisa Z. Baig in Fanaa
- 2008: als Sams Mutter in Dostana

Marthe Keller
- 1974: als Angela Delpierre in Die Antwort kennt nur der Wind
- 1977: als Dahlia Iyad in Schwarzer Sonntag
- 1987: als Tina in Schwarze Augen
- 1989: als Frau Wagner in Georg Elser – Einer aus Deutschland
- 1996: als Mrs. Delgado in Erklärt Pereira
- 1997: als Barbara in Die Schwächen der Frauen
- 2007: als Die Mutter in In der Glut der Sonne

### Filme
- 1979: Lois Chiles als Dr. Holly Goodhead in James Bond 007 – Moonraker – Streng geheim
- 1983: Barbara Carrera als Lola Richardson in McQuade, der Wolf
- 1983: Rita Hayworth als Sheila Winthrop in Reich wirst du nie
- 1985: Barbara Carrera als Kathy Lukas in Wildgänse 2
- 1989: Barbara Carrera als Alex Barnett in Loverboy – Liebe auf Bestellung
- 2004: Emma Thompson als Prof. Sybil Trelawney in Harry Potter und der Gefangene von Askaban
- 2007: Emma Thompson als Dr. Alice Krippin in I Am Legend
- 2007: Emma Thompson als Prof. Sybil Trelawney in Harry Potter und der Orden des Phönix

### Serien
- 1966–1968: Diana Rigg als Emma Peel in Mit Schirm, Charme und Melone
- 1988–1991: Michele Lee als Karen MacKenzie (1. Stimme) in Unter der Sonne Kaliforniens
- 2002–2009: Lesley Ann Warren als Tina in Will & Grace
- 2009–2013: Lesley Ann Warren als Jinx Shannon in In Plain Sight – In der Schusslinie
- 2013–2017: Diana Rigg als Lady Olenna Tyrell in Game of Thrones